# Expedice 1
Expedice 1 byla první posádka dlouhodobě obývající Mezinárodní vesmírnou stanici (ISS). Velitelem stanice byl americký astronaut William Shepherd, velitelem Sojuzu Jurij Gidzenko a palubním inženýrem Sergej Krikaljov (oba Rusko). Jejich hlavním úkolem byla aktivace stanice, oživení systémů a zabezpečení setkání s raketoplány a nákladními loděmi Progress.

## Posádka
- William Shepherd (4), velitel – NASA
- Jurij Gidzenko (2), pilot – Roskosmos (CPK)
- Sergej Krikaljov (5), palubní inženýr – Roskosmos (RKK Eněrgija)

V závorkách je uveden dosavadní počet letů do vesmíru včetně této mise.

### Záložní posádka
- Frank Culbertson, velitel – NASA
- Vladimir Děžurov, pilot – Roskosmos (CPK)
- Michail Ťurin, palubní inženýr – Roskosmos (RKK Eněrgija)

## Průběh mise

### Start, připojení k ISS
Kosmická loď Sojuz TM-31 odstartovala z kosmodromu Bajkonur 31. října 2000 v 07:52:47 UTC. Se stanicí ISS se spojila 2. listopadu 2000 v 9:21 UTC.
Kosmonauti se v prvních dnech pobytu na stanici věnovali aktivaci a instalacím základních systémů ISS – systémy pro komunikaci se střediskem řízení vesmírných letů v Houstonu, zařízení pro získávání pitné vody a odstraňování CO2 ze vzduchu a palubní záchod.
Dne 18. listopadu 2000 se ke stanici přiblížila nákladní loď Progress M1-4, automatické spojení s ISS se však nepodařilo. Jurij Gidzenko použil ruční řízení a po několika pokusech připojil Progress k spodnímu portu modulu Zarja. Posádka se poté věnovala vykládání zásob a materiálu. Progress na stanici dopravil 2400 kg nákladu včetně pohonných hmot.

### STS-97
1. prosince 2000 byl Progress od stanice odpojen, protože následující den byl očekáván přílet raketoplánu Endeavour STS-97. Raketoplán dopravil k ISS nosník ITS-P6 se solárními panely a radiátory, které posádka Endeavouru během tří výstupů do vesmíru (EVA) nainstalovala. Stanice tak získala dostatečný zdroj elektrické energie na zprovoznění dalších systémů. Do té doby byl pro posádku ISS uzavřen modul Unity, protože nebylo dostatek energie na jeho vytápění. Z raketoplánu byl na stanici přeložen náklad a obě tělesa se od sebe 9. prosince oddělila. Po odletu raketoplánu byl ke stanici opět připojen Progress M1-4, který do té doby čekal na parkovací dráze.

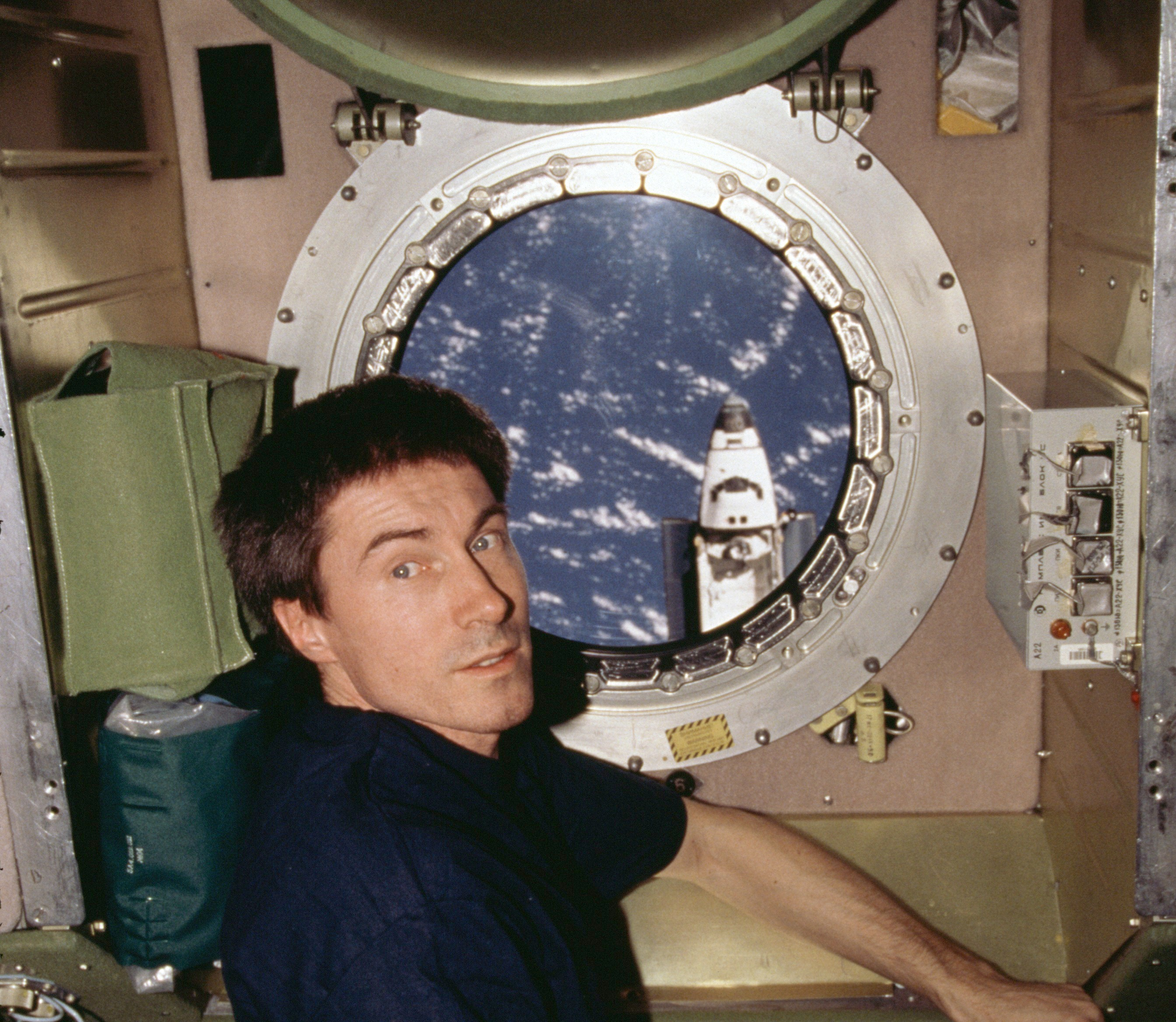
Sergej Krikaljov v modulu Zvezda pozoruje přilétávající raketoplán Atlantis (STS-98)

### STS-98
8. února 2001 byla nákladní loď Progress M1-4 od stanice odpojena a navedena do hustých vrstev atmosféry, kde zanikla. 9. února se k ISS přiblížil raketoplán Atlantis, který při misi STS-98 přivezl laboratorní modul Destiny. Během tří výstupů do vesmíru astronauti z raketoplánu připojili Destiny k modulu Unity. Po přeložení 1500 kg nákladu na ISS a 380 kg odpadu do raketoplánu se posádky rozloučily a Atlantis 16. února odletěl.
Kvůli uvolnění zadního portu modulu Zvezda pro následující přílet lodi Progress M-44 bylo nutno přeparkovat Sojuz TM-31 k spodnímu portu modulu Zarja. To se podařilo 24. února 2001. Posádka ISS nastoupila ve skafandrech do Sojuzu. Loď pilotoval Jurij Gidzenko. Po kontrole hermetičnosti se posádka opět vrátila na ISS. Progress M-44 se 28. února připojil v automatickém režimu ke stanici.

### STS-102, ukončení mise
Raketoplán Discovery (STS-102) přiletěl k ISS 10. března 2001. Přivezl sebou nákladní modul Leonardo se zásobami, které byly přesunuty do prostor ISS. Posádka raketoplánu ve dvou výstupech do vesmíru pokračovala v montáži a zapojování stanice. Na palubě Discovery byla také nová stálá posádka ISS Expedice 2 (Jurij Usačov, Susan Helmsová a James Voss). 19. března 2001 došlo k výměně stálých posádek, kosmonauti Expedice 1 se stali členy posádky raketoplánu. Raketoplán se od stanice odpojil a Shepherd, Gidzenko a Krikaljov se s ním dostali 21. března úspěšně na Zemi.